# Roseto (Pennsylvanie)
Pour les articles homonymes, voir Roseto.
Roseto est un borough situé au nord du comté de Northampton, en Pennsylvanie, aux États-Unis,. En 2010, il comptait une population de 1 567 habitants, estimée au 1er juillet 2020 à 1 584 habitants. Le borough est incorporé en 1910.

## Démographie
Lors du recensement de 2010, le borough comptait une population de 1 567 habitants. Elle est estimée, en 2020, à 1 584 habitants.

### Source de la traduction
- (en) Cet article est partiellement ou en totalité issu de l’article de Wikipédia en anglais intitulé « Roseto, Pennsylvania » (voir la liste des auteurs).

- Voir aussi l'effet Roseto : Roseto Effect